# Ústav teorie informace a automatizace Akademie věd České republiky
Ústav teorie informace a automatizace AV ČR, v. v. i. (ÚTIA), je veřejná výzkumná instituce, součást Akademie věd České republiky.

## Zaměření
ÚTIA provádí základní a aplikovaný výzkum na poli informatiky, zpracování signálů a obrazu, rozpoznávání obrazu, teorie systémů a teorie řízení. Kromě výzkumu je ústav široce zapojen do pregraduálního i postgradualního vzdělávání, vydává časopis Kybernetika a je soudně-znaleckým ústavem v oboru Kybernetika a výpočetní technika.